# Hattoria yakushimensis
Espèce
Statut de conservation UICN

 VU D2 : Vulnérable
Hattoria yakushimensis est une espèce de plantes de la famille des Anastrophyllaceae.

## Publication originale
- Revue Bryologique et Lichénologique 30: 70. 1961.